# University of Michigan Museum of Art

University of Michigan Museum of Art, 2013

Das University of Michigan Museum of Art (UMMA) ist ein amerikanisches Kunstmuseum in Ann Arbor, das zur University of Michigan gehört. Das Museum wurde 1946 gegründet, um die wachsende Kunstsammlung der Universität zeigen zu können. Heute erweitert das UMMA seine ständige Sammlung und erforscht die Geschichte des ursprünglichen Erwerbs der Werke. Das University of Michigan Provenance Research Project ist ein mehrjähriges Projekt, das vom Kunstmuseum im Auftrag der Universität koordiniert wird, um die Sammlungen zu erforschen, Objekte zu identifizieren, die während des Zweiten Weltkriegs unrechtmäßig erworben wurden, und die daraus resultierenden Informationen zu veröffentlichen. Das Projekt konzentriert sich auf Objekte, die vor 1946 in Kontinentaleuropa hergestellt oder gehandelt wurden und nach 1932 von der University of Michigan erworben wurden.

## Geschichte des Gebäudes

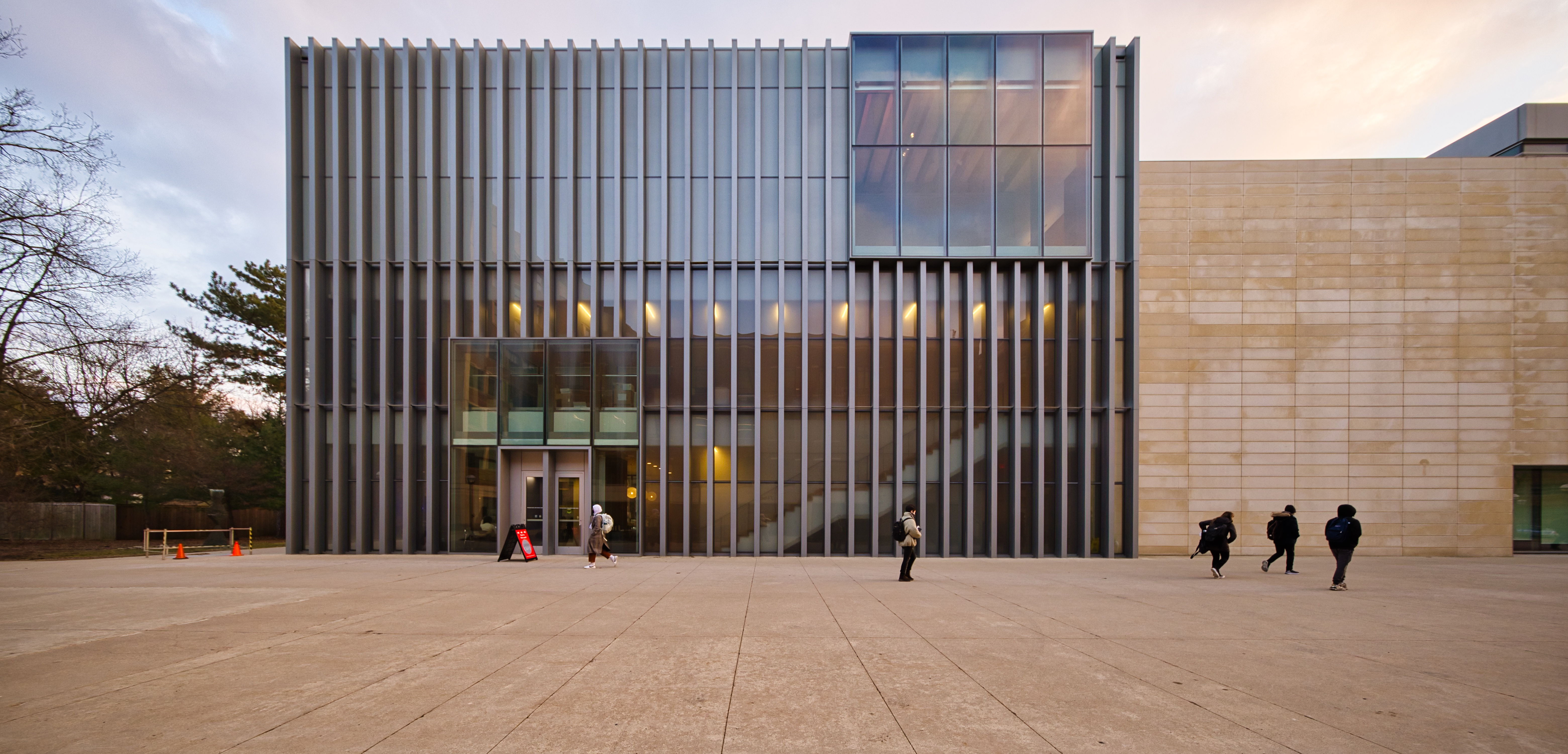
Moderner Anbau

Das Gebäude des Museums wurde als „Alumni Memorial Hall“ gebaut, um der im Amerikanischen Bürgerkrieg gefallenen Ehemaligen (Alumni) der Universität zu gedenken. Ein erster Anlauf dazu war schon 1864 unternommen worden, jedoch nach einigen Jahren zum Stillstand gekommen. 1903 nahm eine Gruppe von Alumni den Gedanken wieder auf, 1904 sagte die Universitätsverwaltung ein Grundstück an der südwestlichen Ecke des Campus an der Ecke South University Avenue / State Street zu. Auch den Unterhalt des Gebäudes würde die Universität nach dessen Errichtung übernehmen. Die Architekten Donaldson & Meier (Detroit) lieferten den Entwurf des Gebäudes, das 1908–1910 für knapp 200.000 USD gebaut wurde. Ein Viertel der Bausumme steuerte die Universität bei, der Hauptanteil kam von der Alumni Association und einzelnen Spendern.
Die „Alumni Memorial Hall“ wurde im Beaux-Arts-Stil (einer amerikanischen Variante des Neoklassizismus) errichtet. Der Haupteingang nach Westen wird von einem mächtigen Portal gebildet, das von Eckpfeilern und zwei Doppelsäulen ohne Kannelierung getragen wird. Das Gebäude ist 35 m breit und 46 m tief, besitzt zwei Stockwerke und ist komplett unterkellert; die nutzbare Fläche beträgt ca. 3.800 m². Das Gebäude ist gemauert, die Fassade ist komplett mit Werksteinplatten verkleidet. Zwischen 2006 und 2009 wurde die „Alumni Memorial Hall“ grundlegend restauriert und dem Gebäude ein von dem Architekten Brad Cloepfil (Portland, OR) entworfener Flügel mit einer Grundfläche von 4.900 m² hinzugefügt, wodurch sich die nutzbare Fläche des Museums verdoppelt. Die Gesamtkosten des Projektes waren 41,9 Mio. USD.

## Museumsgründung
Die „Alumni Memorial Hall“ war von vornherein so entworfen worden, dass sie auch Ausstellungen aufnehmen konnte. Auch litt die Universitätsbibliothek, die bis dahin die Kunstsammlung der Universität beherbergt hatte, unter Platznot. So nahm die „Alumni Memorial Hall“ von der Eröffnung an Teile der Kunstsammlung auf. 1946 wurde dann das komplette Gebäude übernommen, und das University of Michigan Museum of Art offiziell gegründet. Noch heute befinden sich im Haus bronzene Gedenktafeln mit den Namen der gefallenen Alumni aus dem Amerikanischen Bürgerkrieg (1861–1865), dem Mexikanisch-Amerikanischen Krieg (1846–1848) und dem Spanisch-Amerikanischen Krieg (1898).

## Sammlung
Die Kunstsammlung der University of Michigan ist eine der ältesten im Besitz einer Universität. Bereits 1856, also Jahre vor der Gründung der großen städtischen Kunstmuseen in Detroit, Toledo oder Chicago, hatten die Studenten der University of Michigan und die Öffentlichkeit freien Zugang zu einer Kunstgalerie auf dem Campus. Heute umfassen die Sammlungen des UMMA mehr als 20.000 Objekte westlicher, asiatischer und afrikanischer Traditionen sowie moderner und zeitgenössischer Kunst.
Die Sammlungen des UMMA umfassen insbesondere europäische Kunst von der Renaissance bis zum 19. Jahrhundert, chinesische und japanische Kunst von der Antike bis zum 19. Jahrhundert, afrikanische Kunst des 19. und 20. Jahrhunderts sowie amerikanische Kunst des 19. Werke von Whistler und Picasso, chinesische und japanische Gemälde und Keramiken sowie Skulpturen aus Zentralafrika gehören zu den besten in Nordamerika.

### Afrikanische Kunst
Das Museum verfügt über eine Sammlung von mehr als 1000 Werken afrikanischer Kunst, die ständig erweitert wird. Obwohl fast alle Völker und Regionen des Kontinents vertreten sind, sind die Bestände des Museums besonders reich an Werken aus Zentralafrika, vor allem aus der Kongoregion und verwandten Gruppen. Die Sammlung umfasst Metallarbeiten (Messinggewichte und Schmuck), Skulpturen und Masken, Architekturelemente, Textilien und Keramik.

### Asiatische Kunst
Das UMMA beherbergt eine außergewöhnliche Sammlung asiatischer Kunst – eine der größten in Michigan mit mehr als 6000 Objekten aus der Zeit vom dritten Jahrtausend v. Chr. bis heute. Die asiatische Kunstsammlung des UMMA repräsentiert Kulturen von Afghanistan bis Java und Japan. Besondere Schwerpunkte bilden chinesische und japanische Malerei sowie chinesische und koreanische Keramik. Indien ist durch religiöse Skulpturen und Miniaturmalerei gut vertreten, während die Kunst Südostasiens vor allem durch buddhistische Skulpturen repräsentiert wird. Die Sammlung wird laufend erweitert, zuletzt durch bedeutende Schenkungen japanischer Farbholzschnitte und Textilien, koreanischer Keramik, chinesischer Volkskunst sowie südostasiatischer Skulpturen und Kunstgewerbe.

#### China
Die Sammlung chinesischer Malerei an der UMMA ist zu Recht berühmt für ihren Umfang und ihre Tiefe. Sie umfasst mehr als 200 Werke, die die wichtigsten Kunstströmungen vom dreizehnten Jahrhundert bis zur Moderne repräsentieren. Einen besonderen Schwerpunkt bildet die höfische und literarische Malerei der Ming-Zeit mit Werken von Größen wie Wu Wei, Zhou Chen, Wen Zhengming und Sheng Maoye, um nur einige zu nennen. Das Museum beherbergt fast 400 chinesische Keramiken vom Neolithikum bis ins 20. Jahrhundert, besonders reich an Stücken aus der Han-Zeit (2. Jh. v. Chr. bis 2. Jh. n. Chr.) und der Song-Zeit (10. bis 13. Jh.). Weitere interessante Objekte sind Bronzespiegel, buddhistische Skulpturen, Kalligraphien, Schnitzereien (insbesondere aus dem Schrein der Familie Wu aus dem 2. Jahrhundert), Textilien aus dem 19. Jahrhundert und Volkskunst des 20. Jahrhunderts.

#### Korea
Die Sammlung koreanischer Kunst des UMMA wuchs 2004 um mehr als das Fünffache, als das Museum fast 250 Objekte erwarb, darunter Keramik, Messingwaren und Möbel. Mit diesem Zuwachs ist das UMMA in der Lage, einen umfassenden Überblick über die koreanische Keramik – die charakteristischste und beständigste Kunstform Koreas – vom 3. bis zum 19. Die koreanische Sammlung ergänzt in hervorragender Weise die Stärken des Museums im Bereich der chinesischen und japanischen Keramik. Mit den jüngsten Ankäufen von Lackarbeiten, Gemälden und Kalligraphien wird die koreanische Sammlung weiter ausgebaut.

#### Japan
Die japanische Gemäldesammlung des UMMA umfasst vor allem Gemälde der Edo-Zeit (1615–1868), insbesondere der Literaten- und Naturalistenschule (mit Künstlern wie Ike Taiga, Hine Taizan, Matsumura Goshun und Nakabayashi Chikutō), sowie Werke von Künstlern der Ôbaku-Schule des Zen. Die Ukiyo-e Tradition der Edo-Zeit ist mit einigen herausragenden Gemälden und einer großen Auswahl an Farbholzschnitten, vor allem von Tonnagata oder Kabuki-Darstellern in Frauenrollen, vertreten. Die Keramiksammlung zeichnet sich durch Teegeschirr aus, darunter eine Teedose, die einst dem großen Teemeister Kobori Enshū gehörte, sowie Teeschalen von Raku Ryōnyū und Raku Tan'nyū; eine große Gruppe von Werken von Seifū Yohei, einem Kunsthandwerker, der Ende des 19. Jahrhunderts für die kaiserliche Werkstatt in Kyoto arbeitete; und eine Auswahl von Gefäßen der führenden Töpfer des 20. Jahrhunderts wie Arakawa Toyozō, Hamada Shōji, Kaneshige Tōyō, Kawai Kanjirō, Katō Tōkurō und Takahashi Rakusai III. Darüber hinaus wurde die Textilsammlung durch die jüngste Erwerbung von mehr als 70 prächtigen Kimonos und Obi aus dem 20. Jahrhundert erheblich erweitert.

#### Vorderer Orient
Die UMMA-Sammlung nahöstlicher Kunst umfasst Werke aus Syrien, Iran, Irak, Nordafrika und der Türkei aus der Zeit von 1000 v. Chr. bis ins 21. Jahrhundert. Die Sammlung umfasst Werke in verschiedenen Medien, darunter Keramikgefäße und -fliesen, Kalligraphien, Textilien und Metallarbeiten sowie zahlreiche Werke aus Frittenware, einer Keramik aus Quarz und weißem Ton, die chinesisches Porzellan imitiert. Zu den Höhepunkten der Nahost-Sammlung des UMMA zählen ein außergewöhnliches Paar türkischer Bronzeleuchter aus dem 13. Jahrhundert, eine beeindruckende blau-weiß unterglasierte Fritware-Platte aus dem Iran aus dem 17. bis 18. Jahrhundert, das heute als Ann Arbor Shahnama bekannt ist, während die jüngste Ergänzung der Sammlung ein Triptychon des zeitgenössischen syrischen Kalligraphen Khaled al'Saa'i (geb. 1970) mit dem Titel Auferstehung ist.

#### Südasien
Die südasiatische Skulpturensammlung umfasst zwei Jahrtausende und ein breites geographisches Spektrum. Zu den frühesten Werken gehören weibliche Fruchtbarkeitsfiguren und buddhistische Reliefs aus dem ersten bis fünften Jahrhundert, die aus Gandhara, Mathura und Nagarjunakonda stammen. Das Mittelalter (6. bis 13. Jh.) ist durch steinerne Tempelskulpturen oder bronzene Votivstatuen der wichtigsten hinduistischen Gottheiten aus Kaschmir im Norden, Bengalen im Osten und Tamil Nadu im Süden vertreten. Aus späteren Epochen gibt es einige datierte Jaina-Bronzen und mehrere hundert Miniaturbronzen, die Hindu-Gottheiten oder Dorfhelden darstellen. Die Sammlung des Museums umfasst mehr als 100 indische Gemälde, von denen die meisten aus den Rajput-Zentren in Rajasthan und Punjab stammen, aber auch Jaina- und Mogul-Werke. Zu den jüngsten Ergänzungen der Sammlung gehören einige bedeutende Steinskulpturen, eine tibetische Kadampa-Stupa aus dem 13. Jahrhundert und Dorftextilien.

#### Südostasien
Der Schwerpunkt der UMMA-Sammlung südostasiatischer Kunst liegt auf buddhistischen und hinduistischen Skulpturen aus Thailand, Kambodscha, Myanmar und Indonesien. Die jüngste große Schenkung der Doris Duke Foundation trug zur Erweiterung der Sammlung buddhistischer Kunst bei, die einen kompletten Satz thailändischer buddhistischer Altäre und Lackarbeiten, für den thailändischen Markt hergestellte chinesische Keramik und burmesische Skulpturen umfasst. Außerdem gibt es eine kleine, aber bedeutende Keramiksammlung mit neolithischen Objekten der Ban Chieng-Kultur in Thailand, Sawankhalok-Objekten, ebenfalls aus Thailand, und vietnamesischen Handelswaren.

### Kunsthandwerk und Design
Das UMMA hat eine erlesene Sammlung von Designobjekten für den Wohnbereich zusammengetragen, die sich aus Werken der dekorativen Kunst und des ikonischen Möbeldesigns des zwanzigsten Jahrhunderts zusammensetzt. Die Galerie zeigt Werke von Louis Comfort Tiffany, darunter große architektonische Elemente aus dem Henry O. Havemeyer House in New York, das eine der größten Sammlungen des Künstlers in einem amerikanischen Museum beherbergt. Darüber hinaus sind Werke amerikanischer und europäischer dekorativer Kunst aus der Zeit von 1890 bis 1925 zu sehen, darunter Glasfenster von Frank Lloyd Wright, Silberarbeiten der Wiener Werkstätte und Pewabic-Tonwaren aus Detroit.
Einige der Exponate, die in der A. Alfred Taubman Gallery II im zweiten Stock des Maxine and Stuart Frankel and the Frankel Family Wing des UMMA zu sehen sind, stehen für das neue Engagement des Museums für moderne und zeitgenössische visuelle Kultur und für eine bessere Sichtbarkeit seiner Sammlungen. Zu den ausgestellten Werken gehören die vom Bauhaus inspirierten europäischen Modernisten Marcel Breuer, Charles und Ray Eames, der visionäre und futuristische Designer Norman Bel Geddes, die aus Michigan stammende Florence Knoll, Frank Gehry, Hella Jongerius und der japanisch-amerikanische Designer George Nakashima.

### Modern / Contemporary Art
Die Sammlung moderner und zeitgenössischer Kunst der UMMA umfasst das gesamte 20. Jahrhundert und reicht bis in die Gegenwart. Frühe Meister der Moderne wie Pablo Picasso und Juan Gris führten den Kubismus ein, und Bewegungen wie der Surrealismus, der deutsche Expressionismus und der abstrakte Expressionismus sind ebenfalls gut vertreten. Das UMMA besitzt Kunstwerke aus der zweiten Hälfte des 20. Jahrhunderts, darunter Meisterwerke von Franz Kline, Helen Frankenthaler, Joan Mitchell, Richard Diebenkorn und Larry Rivers. Neuere Werke von Künstlern wie Enriuque Chagoya, Felix Gonzalez-Torres, Ann Hamilton, Sally Mann und Carrie Mae Weems ergänzen die Sammlungen des UMMA. Gemälde, Skulpturen, Drucke, Zeichnungen, Fotografien, Faser-, Holz-, Metall-, Glas- und Korbwaren – die modernen und zeitgenössischen Sammlungen des UMMA zeigen das brillante und vielfältige künstlerische Schaffen der letzten 100 Jahre.

### Fotografie
Die Fotosammlung umfasst Daguerreotypien, Papiernegative, Carte-de-Visites und Tintypien von frühen Fotografen wie William Henry Fox Talbot sowie Fotografien von bedeutenden Künstlern der Photo-Secession wie Alvin Langdon Coburn, Edward Steichen, Alfred Stieglitz, Paul Strand und Clarence White. Zu den Fotografen des frühen bis mittleren zwanzigsten Jahrhunderts gehören Berenice Abbott, Ansel Adams, Eugène Atget, Walker Evans, André Kertész, Dorothea Lange, August Sander und Edward Weston. Fotografen des späten zwanzigsten und einundzwanzigsten Jahrhunderts wie Andy Warhol, Garry Winogrand, Sally Mann, Carrie Mae Weems und Nikki S. Lee sind ebenfalls in den umfangreichen Fotobeständen des UMMA vertreten.

### Europäische Kunst
Die europäische Kunst vom Spätmittelalter bis zur Gegenwart ist in den Sammlungen des Museums in allen Medien vertreten: Malerei, Skulptur, Kunsthandwerk und Arbeiten auf Papier. Geschnitzte Elfenbeine, Emailarbeiten und Skulpturen aus dem Mittelalter gehören zu den frühesten Werken dieses Sammlungsbereichs, der auch italienische Tafelmalerei der Renaissance, flämische Genremalerei sowie religiöse und profane Darstellungen von Barockkünstlern wie Philippe de Champagne und David Teniers umfasst. Die Sammlung umfasst auch bedeutende Bestände an Skulpturen, Metallarbeiten, Keramiken und Textilien. Die akademische und avantgardistische Malerei des 18. und 19. Jahrhunderts ist mit Künstlern wie Charles-Joseph Natoire, William Adolphe Bouguereau, Eugène Delacroix und Claude Monet vertreten.

### Amerikanische Kunst
Die amerikanische Kunst des 19. und 20. Jahrhunderts ist in den Sammlungen des Museums mit einem breiten Spektrum an Werken vertreten, darunter ein Porträt von Rembrandt Peale, Landschaften der Hudson River School, ein außergewöhnliches frühes Seestück von James McNeill Whistler, sowie Skulpturen von Hiram Powers und Randolph Rogers bis Tony Smith. Wichtige Werke von Helen Frankenthaler, Franz Kline und Frank Stella repräsentieren die Malerei des zwanzigsten Jahrhunderts. Die Sammlungen des Museums umfassen auch bedeutende Bestände an Volkskunst, Outsider Art und Arbeiten auf Papier. In diesem Bereich ergänzen bedeutende Druckgrafiken und Zeichnungen von Künstlern wie Jim Dine, Sol LeWitt, Robert Rauschenberg und Andy Warhol die Beiträge amerikanischer Künstler.